# Bonifaz Madersbacher

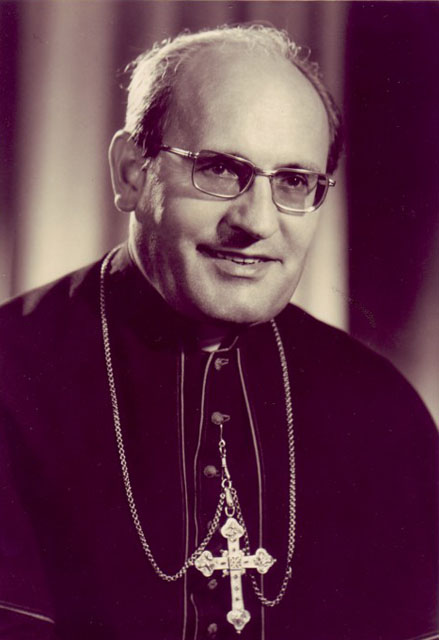
Bischof Bonifaz Madersbacher

Bonifaz Madersbacher OFM (* 8. Januar 1919 in Matrei am Brenner als Friedrich Madersbacher; † 28. April 2007 in Hall in Tirol) war ein Tiroler Missionsbischof.

## Leben
Madersbacher besuchte als Sohn einer kinderreichen Eisenbahnerfamilie das Gymnasium (Leopoldinum) in Hall. Nachdem er dort 1934 mit Auszeichnung maturiert hatte, begann er anschließend das Noviziat im Franziskanerorden, wo er den Ordensnamen Bonifaz erhielt. Seine theologische Ausbildung absolvierte er in Schwaz und an der Universität Salzburg. Nach der Profess empfing er 1947 die Priesterweihe und nahm anschließend die Lehrtätigkeit an der Ordenshochschule der Franziskaner in Schwaz auf. Er war einige Jahre lang Provinzial der Tiroler Franziskanerprovinz.
Papst Paul VI. ernannte ihn am 9. April 1970 zum Titularbischof von Bulla und zum Koadjutor des Apostolischen Vikariats von Chiquitos. Die Bischofsweihe spendete ihm der Erzbischof von Salzburg, Eduard Macheiner, am 30. August desselben Jahres; Mitkonsekratoren waren Weihbischof Alois Wagner aus Linz und der Altbischof von Cochabamba, Juan Tarsicio Senner OFM.
Mit dem Rücktritt José Calasanz Rosenhammers OFM am 21. August 1974 trat er dessen Nachfolge als Apostolischer Vikar von Chiquitos an. Dort engagierte er sich sozial, setzte sich für die Erhaltung der Kultur der Indios ein, ließ Schulen und Krankenhäuser errichten. Sein Wirken störte die bolivianische Drogenmafia, und es wurden Mordanschläge gegen ihn verübt, die er knapp überlebte.
Mit der Erhebung des Apostolischen Vikariats zum Bistum San Ignacio de Velasco am 3. November 1994 ernannte ihn Papst Johannes Paul II. ungeachtet der Tatsache, dass Madersbacher die kirchenrechtliche Pensionsgrenze von 75 Jahren bereits überschritten hatte, zum ersten Bischof von San Ignacio de Velasco. Dieses Amt übte er allerdings nur für etwa ein Jahr aus, bis Johannes Paul II. sein Rücktrittsgesuch am 29. Juli 1995 annahm. Im selben Jahr kehrte er nach Tirol zurück und lebte im Haller Franziskanerkloster. Seine letzten Jahre verbrachte er, von mehreren Schlaganfällen gezeichnet, in einem Seniorenheim in Hall.